# M80
M80 (NGC 6093) е кълбовиден звезден куп, разположен по посока на съзвездието Скорпион. Открит е от Шарл Месие през 1781.
Купът се намира на 32 600 св.г. от Земята. Ъгловият му диаметър е около 10.0'.
M80 е един от най-гъстите купове, съдържащ стотици хиляди звезди. Съдържа голям брой сини странници, звезди с особености в звездната еволюция. Наблюденията показват, че средният свободен пробег на звездите трябва да е малък, което означава, че в него има голям брой сблъсъци.
На 21 май 1860 в купа избухва нова, T Sco, достигнала видима звездна величина +7.0, докато звездната величина на целия куп е +7.8.